# ترسیم

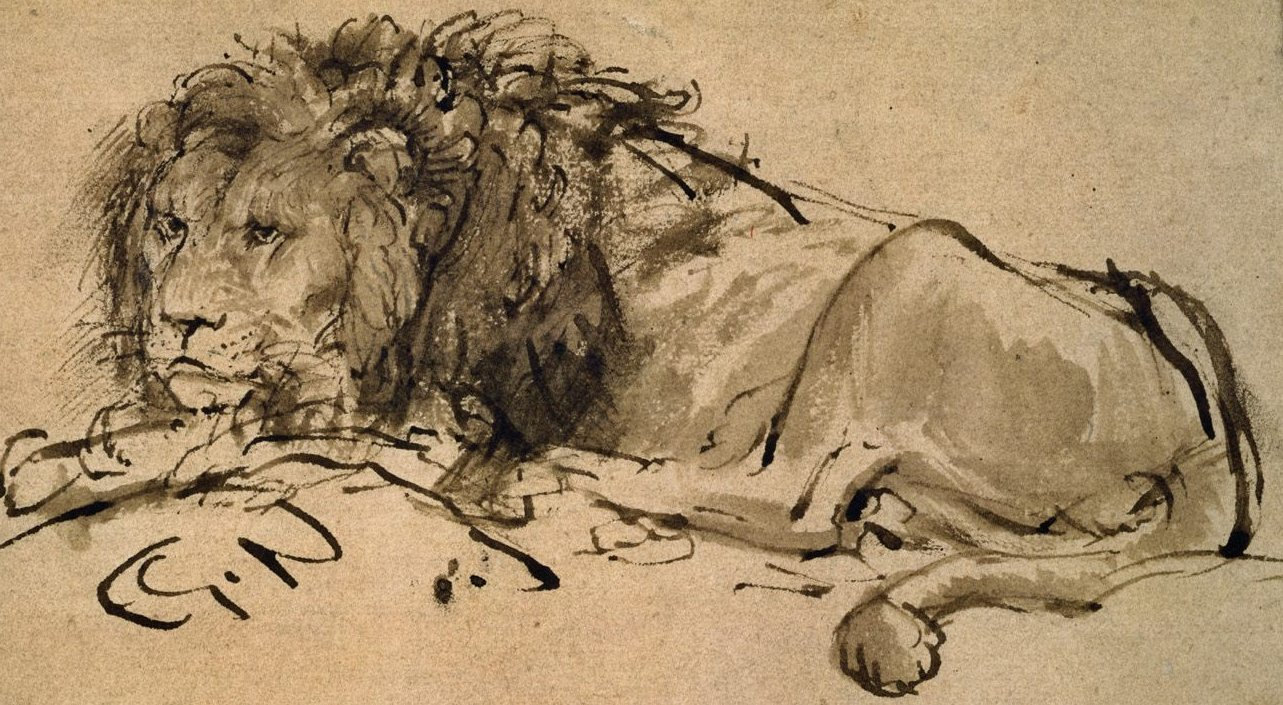
رسمی از شیر توسط رامبرانت در موزه لوور پاریس

ترسیم، طراحی یا رسم (به انگلیسی: Drawing)، شکلی از هنرهای تجسمی است که از ابزار رسم برای ثبت یک متوسط دوبعدی استفاده می‌کند. ابزارهای معمول عبارتند از مداد گرافیتی، خودکار و جوهر، قلم‌موهای جوهری، مدادرنگی، مداد شمعی، زغال، گچ، پاستل، انواع مختلف پاک‌کن، ماژیک، قلم فلزی، و دیگر فلزات (همچون نقره‌ای). هنرمندی که به عمل رسم می‌پردازد را طراح یا رسام می‌گویند.
با انتشار مقدار کمی از ماده بر سطحِ متوسط دوبعدی، یک نشانهٔ مرئی به‌جا می‌ماند. رایج‌ترین سطحِ پشتیبان برای رسم کاغذ است هرچند دیگر مواد همچون مقوا، چرم، بوم، و تخته نیز ممکن است استفاده شود. رسم‌های موقت ممکن است بروی تخته‌سیاه یا تخته‌سفید یا حتی تقریباً روی هر چیزی صورت گیرد. در طول تاریخ بشر، متوسط ابزار محبوب و اساسی بیان عمومی بوده است و یکی از ساده‌ترین و کارآمدترین وسایل برقراری ارتباط برای ایده‌های بصری بوده است. دسترسی نسبتاً آسان به ابزارهای اولیهٔ رسم آن را بیش از هر هنر دیگری جهان‌شمول می‌سازد.